# 1990 في كوريا الجنوبية
فيما يلي قوائم الأحداث التي وقعت خلال عام 1990 في كوريا الجنوبية.

## أحداث
- مارس – كوريا الجنوبية تقيم العلاقات الدبلوماسية مع رومانيا.

## ظهور
- 1 يناير – بوب كوري نوع موسيقي نشأ في كوريا الجنوبية.

## مواليد

### يناير
- 4 يناير – كيم جوي هيون لاعب كرة قدم كوري جنوبي.
- 9 يناير – نام جي هيون مغنية كورية جنوبية.
- 30 يناير – ين بو را

### فبراير
- 10 فبراير – سويونغ
- 11 فبراير – غو أرا ممثلة كورية جنوبية.
- 11 فبراير – هوانغ تشان سونغ مغني كوري جنوبي.
- 12 فبراير – باك بو يونغ ممثلة كورية جنوبية.
- 18 فبراير – باك شن هي ممثلة كورية جنوبية.
- 18 فبراير – غانغ سو را ممثلة كورية جنوبية.
- 24 فبراير – ريو يون هي لاعبة كرة يد كورية جنوبية.
- 27 فبراير – كم يونغ غوون لاعب كرة قدم كوري جنوبي.

### مارس
- 26 مارس – شيومين مغني كوري جنوبي.
- 31 مارس – بانغ يونغ غك

### أبريل
- 6 أبريل – سو يي جي ممثلة كورية جنوبية.
- 8 أبريل – كيم جونغ هيون مغني وراقص كوري جنوبي.
- 24 أبريل – لي ميونغ-جو لاعب كرة قدم كوري جنوبي.
- 26 أبريل – كيم يو-مي

### مايو
- 15 مايو – إي جونغ هيون
- 18 مايو – هيو غا يون مغنية كورية جنوبية.
- 30 مايو – إم يونا مغنية و ممثلة كورية جنوبية.

### يونيو
- 2 يونيو – كيم جيوان لاعب كرة سلة كوري جنوبي.
- 30 يونيو – إن مغني كوري جنوبي.

### يوليو
- 5 يوليو – غيونغ ري مغنية كورية جنوبية.

### سبتمبر
- 5 سبتمبر – كيم يون آه متزلجة فنية كورية جنوبية.

### أكتوبر
- 7 أكتوبر – ثاندر
- 15 أكتوبر – جون جي ين مغنية كورية جنوبية.
- 23 أكتوبر – لي يون بي لاعبة كرة يد كورية جنوبية.

### نوفمبر
- 10 نوفمبر – ليو
- 22 نوفمبر – جانق دونق وو مغني كوري جنوبي.
- 29 نوفمبر – لي مينهيوك

## وفيات

### يوليو
- 18 يوليو – ين بو سون (مواليد 1897) ناشط من كوريا الجنوبية ومقاوم للاستعمار.